# شهرک مهر رشت
شهرک مهر رشت یکی از محله‌های رشت است که در منطقه ۵ شهرداری رشت واقع شده‌است.
شهرک مهر بزرگ‌ترین و پرجمعیت‌ترین شهرک در استان گیلان است.
این محله در کنار محله‌های باهنر، پل طالشان و کوی غلامپور قرار گرفته‌است.

## تاریخچه
شهرک مهر در جنوب شرقی شهر رشت، بین دو جاده اصلی لاکان و جاده تهران به مساحت ۱۷۸ هکتار واقع بر روی زمین‌های سپیدرود رشت می‌باشد. این شهرک با سقف‌های رنگی و نظم خاصی که دارد بسیار زیبا و بی نظیر ساخته شده‌است.
شهرک مهر رشت دارای دو فاز است که فعلاً فاز یک آن به بهره‌برداری رسیده‌است.

## جغرافیا
شهرک مهر رشت در جنوب غربی شهر و در منطقه پنج شهرداری رشت قرار دارد.
راه‌های دسترسی به شهرک عبارت اند از:
1. فلکه گاز، بلوار مدافعان حرم (لاکان)، بعد از دانشگاه آزاد، میدان شهدا، سمت چپ
2. محله باهنر، کوی فرجام، خیابان محسن عاشری
3. محله باهنر، کوی فرجام، خیابان ترومیده

## امکانات رفاهی
شهرک مهر رشت به دلیل امکانات رفاهی مناسب، خیابان‌های عریض، محله‌های آرام و دنج و دسترسی آسان به بزرگراه رشت-تهران، یکی از مهم‌ترین انتخاب‌های خانواده‌ها به ویژه زوج‌های جوان است.

### هتل
پروژه اولین هتل پنج ستاره شهرستان رشت در شهرک مهر رشت کلنگ زنی شد.

### مراکز خرید
مرکز خرید جانبو و مرکز خرید آتیه مهر سیروان در میدان انقلاب اسلامی، مرکز خرید مهر گیلان رو به روی ایستگاه شماره ۱۱ آتش‌نشانی، مرکز خرید احمدی در ورودی شهرک نرسیده به میدان ولایت و مرکز خرید هفت رو به روی پست برق، از جمله مراکز خرید شهرک هستند.

### بوستان
گرچه آپارتمان نشینی در شهرک می‌تواند برای برخی باعث دلتنگی شود اما وجود بوستان‌های متعدد در بخش‌های مختلف شهرک موجب شده تا حس طراوت و پویندگی برای اینگونه افراد جبران شود.
این شهرک در حال حاضر دارای سه بوستان است:
- بوستان مهر در میدان انقلاب اسلامی، در کنار یادمان شهدای گمنام، در کنار ایستگاه شماره ۱۱ آتش‌نشانی شهرداری رشت[۱۰]
- بوستان صاحب الزمان در کنار مسجد صاحب الزمان
- بوستان دایجون در کنار مسجد امام هادی

### استخر
بزرگ‌ترین و مجهزترین مجموعه آبی در استان گیلان به نام «آبسار» در شهرک مهر رشت قرار دارد.

### امکانات ورزشی
باشگاه ۴۶ در ورودی شهرک، سالن ورزشی مهر نبی در حوالی درمانگاه مهر و باشگاه ایرانا در حوالی مسجد صاحب الزمان از امکانات ورزشی شهرک به‌شمار می‌روند.

### جایگاه سوخت
جایگاه سوخت چند منظوره گرامی در کنار کلانتری ۱۷ رشت و جایگاه سوخت همیاری دو جایگاه سوخت شهرک مهر رشت به‌شمار می‌روند.

## امکانات اداری

### کلانتری
با افزایش سرقت‌ها و افزایش نا امنی در منطقه پنج شهرداری رشت و نیاز به وجود کلانتری، کلانتری شماره ۱۷ رشت در شهرک مهر افتتاح شد.

### ایستگاه آتش‌نشانی
در سال ۱۳۹۴ ایستگاه شماره ۱۱ آتش‌نشانی شهرداری رشت در شهرک مهر افتتاح شد.

## امکانات آموزشی
با افزایش جمعیت شهرک، نیاز مبرم به امکانات آموزشی نظیر مدرسه و دانشگاه بیشتر حس شد.
در حال حاضر این شهرک دارای چند مدرسه ابتدایی و دو مدرسه دبیرستان متوسطه دوره اول است. این شهرک دبیرستان متوسطه دوره دوم ندارد.
یک مدرسه چند کلاسه نیز در کنار مرکز خرید سیروان و بوستان مهر در دست احداث است.
مؤسسه آموزشی جهاد دانشگاهی نیز در شهرک مهر رشت واقع شده‌است.

## امکانات درمانی
این شهرک دارای دو درمانگاه است که تا حدودی می‌تواند نیازهای مردم شهرک را پوشش دهد.

## بازار هفتگی
یکشنبه‌های هر هفته در شهرک مهر در حوالی بوستان مهر، بازارهای محلی برگزار می‌شود که تأمین کننده نیازهای مردم شهرک است. شایان ذکر است در پی همه‌گیری کوید۱۹، همهٔ بازارهای هفتگی از جمله بازار هفتگی شهرک بسته شده‌اند.